# Oncaea olsoni
Oncaea olsoni är en kräftdjursart som beskrevs av Heron 1977. Oncaea olsoni ingår i släktet Oncaea och familjen Oncaeidae. Inga underarter finns listade i Catalogue of Life.